# DVB-SH
DVB-SH (англ. Digital Video Broadcasting — Satellite services to Handhelds) — стандарт цифрового мобильного вещания (DVB), позволяющая передавать цифровой видеосигнал на мобильные устройства, такие как КПК, мобильный телефон или портативный телевизор, основанный на гибридной спутниковой/наземной передаче информации, например по GPRS.
Стандарт вещания DVB-SH был принят 14 февраля 2007 года и одобрен ETSI в марте 2008 г.. Позволяет принимать вещательный сигнал как через наземные репитеры, так и напрямую через спутники. Схожая технология применяется для вещания в формате S-DMB. В своей основе система состоит из одного или нескольких геостационарных спутников. Так как для идеального приёма сигнала со спутника необходимо находиться в зоне прямой видимости, в больших зданиях приём может быть затруднён. Для преодоления этих трудностей, спутниковое вещание в густонаселённых центрах поддерживается ретрансляционными станциями. Кроме того, этот стандарт поддерживает гибридное наземное вещание на мобильные и фиксированные телеприемники в едином уплотненном канале (мультиплексе).
В мае 2010 в СНГ продемонстрирована практическая передача трафика в стандарте DVB-SH в реальной сети в диапазоне ДМВ (UHF), который обычно используется для домашнего широковещательного телевидения и мобильного телевидения DVB-H.
В 2010 году Украина определяется с выбором стандарта цифрового вещания между DVB-SH и DVB-T2.

## Характеристики DVB-SH
- большой выбор участков спектра, где может быть реализовано решение (до 3 ГГц);
- хорошая спектральная эффективность, что позволяет говорить об экономичности решения;
- возможность использования гибридных решений спутник + наземная репитерная инфраструктура, что позволяет обеспечивать максимальный охват территории.

## Технические особенности DVB-SH
Стандарт DVB-SH был разработан для использовании в частотах ниже 3 ГГц, c поддержкой групп L и S UHF-частот, что является улучшением и дополнением стандарта DVB-H на физическом уровне. Стандарт DVB-SH, как стандарт основанный на DVB-H, поддерживает IP DVB Datacast (IPDC), EPG, стандарты защиты и приобретения сервисов.